# John De Andrea
John De Andrea (* 24. November 1941 in Denver) ist ein US-amerikanischer Bildhauer und Zeichner des Neuen Realismus und spezialisiert auf Akte in lebensecht wirkenden Posen.

## Künstlerische Einordnung
De Andrea ist ein Vertreter des Hyperrealismus und spezialisierte sich auf Akte, häufig Liebespaare, die er lebensnah nach Gipsabgüssen aus Kunststoff, Polyester, Glasfaser mit Haarteilen und Bemalung gestaltet. Die Personen waren durchweg Menschen aus seiner näheren Umgebung, Freunde und Ateliermodelle. In der Abformung ihrer Körper und deren Guss in Materialien, die die Formen und Oberflächen exakt wiedergeben, verfolgte der Künstler die Intention, die Authentizität und Einmaligkeit der Individuen festzuhalten. John de Andreas Werk ist in Bezug zu sehen mit den bildhauerischen Arbeiten von Duane Hanson (1925–1996) und George Segal (1924–2000).
Auf der documenta 5 in Kassel 1972 war er mit lebensgroßen Bleistift-Aktzeichnungen eines jungen Mannes und einer jungen Frau vertreten sowie einer nach Körperabgüssen hergestellten Skulptur aus Polyesterharz, die ein Paar beim Liebesakt darstellte. Originalarbeiten befinden sich im Museum Ludwig in Aachen und Köln.

## Werk

### Realistische Kunst
Informationen über den Künstler sind nur sporadisch zu finden. Die meisten seiner Werke scheinen Akte von schlanken, jungen Frauen zu sein. Selten sind Gruppierungen (etwa eine ältere Frau und ein jüngeres Mädchen, beide leicht bekleidet), ein Pärchen (Beispiel: Nackte Frau und bekleideter Mann in Aachen) oder mehrfach Künstler und Modell bei der Arbeit, wobei der Künstler bekleidet ist, das Modell nackt.
Realistische Kunst wird selbstverständlich in Bezug auf den Realismusgrad beurteilt, der natürlich nie die Realität erreichen kann; insofern trägt die Richtung gewissermaßen ihr Scheitern schon im Programm. Bei John de Andrea grenzen einige Figuren in ihrer Anmutung schon sehr an Puppen. Betrachter halten realistische Werke auch nicht automatisch für Kunst, selbst wenn die Kunstfertigkeit als solche bewundert wird.

### Liebespaare
Die Ausstellung eines Liebespaars auf der Documenta, das offensichtlich gerade seinen Höhepunkt hinter sich hatte, erregte erhebliches Aufsehen. Die Bedeutung dieses Werkes liegt aber nicht in der Provokation an sich oder in der unverhüllten Darstellung von Sexualität, sondern in der mindestens ebenso offensichtlichen menschlichen Problematik des Paares, das nach dem Liebesakt keineswegs von überströmenden liebevollen, glückseligen Gefühlen erfüllt ist, vielmehr wird eine Verwirrung und Entfremdung deutlich, die eher an Unglück gemahnt.
Bei dem in Aachen ausgestellten Werk wird diese Entfremdung zwischen dem Liebespaar und das unheilbare Unglück noch deutlicher. Nicht nur ist der Mann angezogen und die Frau nackt, sondern sie schmiegt sich verlangend an ihn, während er sie nur soweit berührt, wie es der Anstand verlangt, ohne dass daraus direkt eine Zurückweisung wird.

### Bildhauer und Modell
Demgegenüber sind die Werke zum Thema Bildhauer und Modell durch eine sachliche Beziehung zwischen Mann und Frau geprägt; der Künstler konzentriert sich auf seine Arbeit beziehungsweise wird gerade in einer Situation gezeigt, in der er sich zu einer Besinnungspause zurückgezogen hat und sich auf sich selbst besinnt, um die Kraft und die Konzentration für die weitere Arbeit zu sammeln.
Dabei ist bei genauer Betrachtung zu erkennen, dass es dem Künstler darauf ankommt, den Kern der zu porträtierenden Person zum Vorschein zu bringen. Dies wird besonders deutlich bei der Variante, die in den achtziger Jahren im Museum Ludwig in Köln ausgestellt war; im Gegensatz zu sämtlichen anderen Modellen ist dieses Modell schwarz und hat auch einen ungewöhnlichen Körper insofern, als ihre Brüste recht groß sind, ganz im Gegensatz zu allen anderen Modellen, die der Künstler bevorzugt.

### Vergleich mit der griechischen Plastik und Zeitgenossen
Während die griechische Plastik, mit der seine Arbeit oft verglichen wird, idealtypische Figuren vorstellen wollte, sind es bei ihm immer ganz konkrete Personen, wobei jedoch die Präsenz dieser Personen sehr unterschiedlich ist. Je weniger präsent die Person, desto mehr der Eindruck einer Puppe, und insofern er sich überwiegend auf landläufig hübsche weiße junge Frauen konzentrierte, wird ungewollt auch eine Nähe zu Sexpuppen hergestellt.
Im Vergleich mit anderen realistischen Bildhauern fehlen bei John de Andrea sozialkritische Momente. Während Duane Hanson vorwiegend hässliche, geradezu unförmige Personen darstellte und damit Kritik an der amerikanischen Gesellschaft übte, George Segal durch seine Technik eine Entfremdung herbeiführte und die Vereinzelung und Isolation der Menschen in ihrem Alltag thematisieren konnte, bleibt bei Andrea als überzeugendes Thema die Arbeit des Bildhauers, zwischenmenschliche Probleme bei Liebespaaren und darüber hinaus die Herausarbeitung des Wesenskerns von Individuen, wobei diese sehr unterschiedlich gelungen sind.

### Seelische Konflikte
Eine Ausnahme stellt die oben erwähnte Gruppe einer älteren Frau und eines Mädchens dar, das offensichtlich eine enorme seelische Erschütterung erlitten hat; hier wird gewissermaßen eine Geschichte erzählt, ohne dass der Betrachter erfahren kann, worum es sich handelt. Das Thema ist daher wohl die emotionale Unterstützung der älteren Frau, die das Kind durch ihre Nähe und ihr Festhalten beruhigt und ihm durch die Dauer der Zuwendung die Gelegenheit gibt, den Schmerz zu überwinden. In solchen Werken zeigt sich die Größe des Bildhauers.